# عبدالرحمن حیدری ایلامی

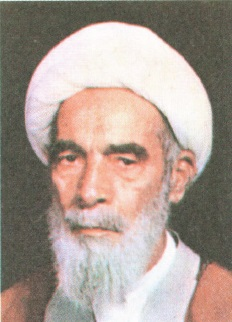
عبدالرحمان حیدری ایلامی در ۱۳۵۸

عبدالرحمان حیدری ایلامی (۱۳۰۴ – ۱۱ دی ۱۳۶۵) از مجتهدان معاصر استان ایلام و عضو مجلس خبرگان رهبری از ایلام بود. وی هم چنین در سازماندهی مقاومت مردم در برابر تجاوز عراق به خاک ایران نقش و حضور فعال داشت و اولین ستاد جذب و هدایت کمک‌های مردمی را راه‌اندازی کرد. کتاب «معراج شقایق» در شرح زندگانی وی منتشر شده‌است.
عبدالرحمن حیدری ایلامی نماینده سید روح الله خمینی در استان ایلام و نماینده مردم استان ایلام در مجلس خبرگان رهبری بود که در طول جنگ ایران و عراق همگام با رزمندگان ایران از مرزهای غربی کشور دفاع کرد.

## زندگی نامه
حیدری ایلامی در سال ۱۳۰۴ شمسی در شهر ایلام دیده به جهان گشود و پس از تحصیلات نظام قدیم با هجرت به کربلا در کنار بارگاه حسین بن علی به فراگیری علوم دینی نزد استادان بنام آن زمان از جمله: سید محسن حکیم، ابوالقاسم خویی، سید روح الله خمینی، شاهرودی، باقری زنجانی، شیخ حسین حلی، شیخ مجتبی لنکرانی، شیخ عبدالرسول اصفهانی، شیخ عبدالله اصفهانی  پرداخت و در سال ۱۳۵۴ به شهر ایلام بازگشت. وی در سال ۱۳۵۸ با رای مردم ایلام به مجلس خبرگان رهبری راه یافت و تا پایان حیاتش دو دوره نمایندگی در این مجلس را بر عهده داشت. از جمله نظرات وی می‌توان به نظرهای وی در خصوص حاکمیت ولایت فقیه و موضع گیری در مقابل تفکر لیبرالی کسانی چون ابوالحسن بنی‌صدر اشاره کرد.
حیدری نخستین مجتهدی بود که در ساعات آغازین جنگ با حضور در منطقه مرزی مهران، فرمان تشکیل خط پدافند را صادر و با فراخوانی مردم، بسیج مردمی را پایه‌گذاری کرد. ایشان همواره به همراه مردم به جبهه‌ها می‌رفت و در عملیات فتح میمک که با هماهنگی ارتش و نیروهای عشایر ایلام صورت گرفت فرماندهی عملیات را بر عهده داشت

## درج ولایت فقیه در اولین قانون اساسی
گرچه اعضای مجلس خبرگان قانون اساسی اطلاعات دقیقی از مذاکرات پشت پرده بدست نداده‌اند، اما بنا به متن رسمی مذاکرات (که در سال ۱۳۶۳ انتشار یافت) نخستین بار در جلسه سوم مجلس خبرگان محمد کیاوش نمایندهٔ خوزستان و پس از او عبدالرحمن حیدری ایلامی نماینده ایلام و سپس حسن آیت به طرح موضوع اصل ولایت فقیه پرداختند.

## درگذشت
حیدری ایلامی در نیمه شب ۱۱ دی ۱۳۶۵ دیده از جهان فرو بست و پیکرش با تشییع مردم ایلام در جوار حرم فاطمه معصومه  به خاک سپرده شد.